# Palatí
|  | Per a altres significats, vegeu «os palatí». |

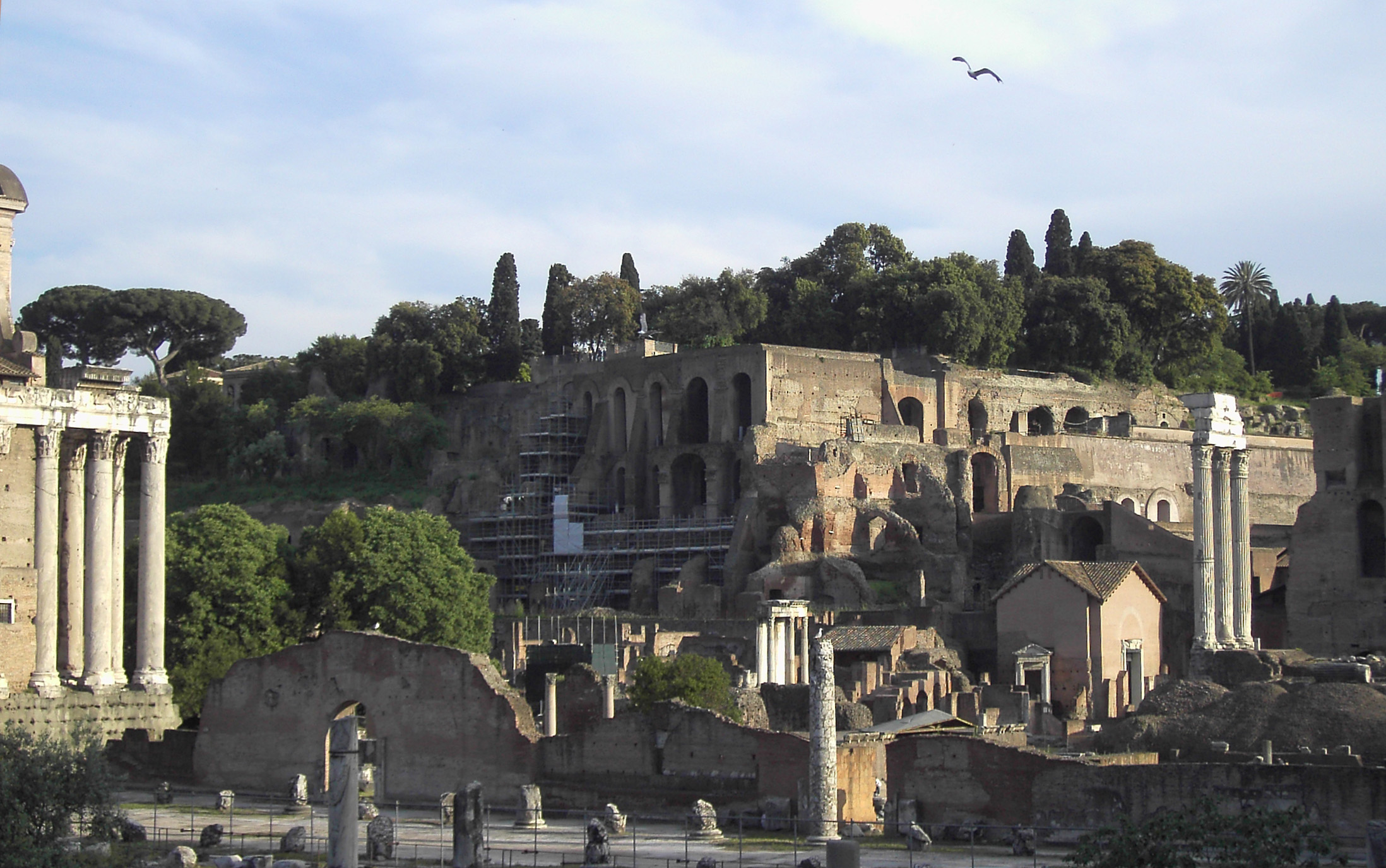
El turó del Palatí des del Fòrum Romà

El Palatí (en italià: Palatino (en llatí: Palatinus) és un dels set turons de Roma, situat entre el Fòrum Romà i el Circ Màxim.
La mitologia fa del Palatí, o més pròpiament del Velabrum, la vall al vessant occidental, el lloc on vivia Luperca, la lloba que va alletar Ròmul i Rem. Històricament, en aquest turó hi havia el temple de la tríada palatina: Júpiter, la seva esposa Juno i la filla Minerva. El temple el va construir el rei Tarquini Prisc i es considerava el més destacat de la ciutat. Es va salvar dels gals quan van ocupar Roma el 390 aC. La mitologia romana, tal com explica l'Eneida de Virgili, per exemple, afirma que la ciutat de Roma va ser fundada al mont Palatí per Evandre de Pal·làntion i altres grecs antics abans de la guerra de Troia, i que va anomenar Pal·lanti a la ciutat en honor del seu fill, Pal·lant.
Alguns autors antics parlen de la Roma quadrata i en donen aquesta explicació: segons Plutarc, Dionisi d'Halicarnàs i Apià, seria l'antecedent de la ciutat de Roma, fundada al turó del Palatí pels antics habitants de la zona, probablement sabins.
Durant la República el palatí va acollir les residències de diverses personalitats polítiques i aristocràtiques: Marc Valeri Volús, cònsol l'any 505 aC, Gneu Octavi, cònsol el 165 aC i avantpassat d'August, Tiberi Semproni Grac, cònsol el 177 aC i pare dels dos famosos tribuns de la plebs Tiberi i Gai Grac, Marc Fulvi Flac, cònsol l'any 125 aC, Marc Livi Drus, tribú de la plebs l'any 91 aC, Ciceró i el seu germà Quint, Tit Anni Papià Miló, amic de Ciceró i assassí de Publi Clodi, que possiblement també va viure al Palatí, Quint Hortensi Hòrtal, l'orador (la seva casa la va comprar August), el triumvir Marc Antoni i Tiberi Claudi Neró, pare de l'emperador Tiberi.
Els emperadors August, Tiberi, Calígula i Neró hi van construir palaus sumptuosos. Septimi Sever hi va fer el Septizodium. Avui en dia en queden algunes restes, com les domus Flàvia i Augustana i la casa de Lívia, i el jardí renaixentista anomenat Orti Farnesiani.